# Svenska folkpartiet

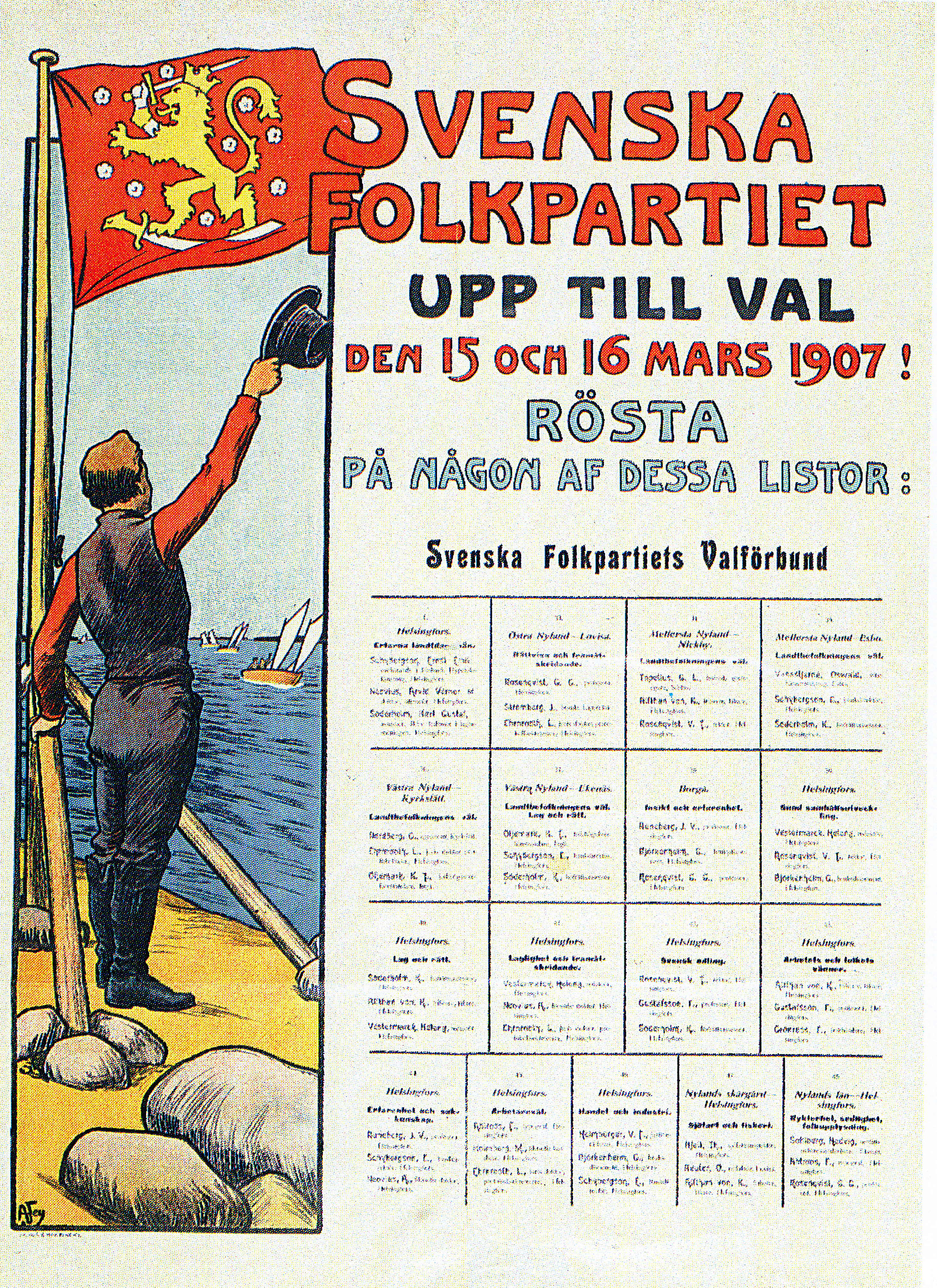
Valaffisch från 1907 med ”Mannen med flaggan”, en symbol som sedan kom att användas för partiet i över 50 år. Flaggan med Finlands lejon kom senare att bytas ut mot den finlandssvenska flaggan.

Svenska folkpartiet i Finland (SFP), på finska Suomen ruotsalainen kansanpuolue (RKP), är ett politiskt parti i Finland. Partiledare sedan 2024 är Anders Adlercreutz. Partiet ingick 2019-2023 i Sanna Marins fempartiregering och ingår sedan 2023 i Petteri Orpos fyrpartiregering.
Svenska folkpartiet är ett allmänborgerligt (enligt partiprogrammet frisinnat) parti som ser som sin främsta uppgift att tillvarata den finlandssvenska befolkningens rättigheter och intressen i Finland. Partiets ungdomsförbund heter Svensk Ungdom, dess kvinnoförbund heter Svenska Kvinnoförbundet och dess seniorförbund Svenska Seniorer i Finland.

## Historik
Partiet grundades i maj 1906 vid ett möte i Nyländska nationshuset i Helsingfors där partiets föregångare Svenska partiet höll partimöte. Där beslöts att Svenska partiet, som tidigare hade varit ett svenskt kulturförbund, skulle ombildas till ett svensksinnat politiskt parti. Initiativet till det nya partiet togs av politikern Axel Lille (1848-1921). Orsaken till denna ombildning av partiet var övergången från den gamla ståndslantdagen till enkammarlantdag i Finland. Axel Lille blev det nya partiets första ordförande och han efterträddes av Eric von Rettig år 1917, som kom att leda partiet under de följande två decennierna. 
1907 ritade Alex Federley en valaffisch för Svenska folkpartiet inför det första valet till enkammarlantdagen. Affischen innehöll bilden ”Mannen med flaggan”, som sedan kom att bli ett partiemblem för Svenska folkpartiet i över 50 år.
Partiet stödde självständighetsförklaringen 1917 och idén att Finland skulle vara en monarki 1918. När landet trots allt blev republik, stödde partiet i det första presidentvalet (presidentvalet i Finland 1919) liksom Samlingspartiet valet av den politiskt obundne dittillsvarande riksföreståndaren Gustaf Mannerheim, men denne förlorade valet till vänsterkandidaten K. J. Ståhlberg. Partiet utvecklades därefter till ett ideologiskt brett borgerligt parti med såväl konservativa som liberala inslag som accepterade den republikanska grundlagen (1919 års regeringsform) och som också kunde samarbeta med Socialdemokraterna, inte minst som de senare på 1920- och '30-talen ofta hade en mer försonande inställning i språkfrågan än de fennomanskt sinnade elementen inom Samlingspartiet, Framstegspartiet och Agrarförbundet. De hårda inställningarna i språkfrågan kom i mycket att biläggas till följd av borgfreden under vinterkriget och fortsättningskriget.
Svenska folkpartiet har under hela partiets historia ofta ingått i koalitionsregeringar och samarbetat med partier av nästan alla kulörer. Som ett litet parti, har partiet ofta bara haft ett fåtal ministrar, men 1954 kunde partiledaren Ralf Törngren kortvarigt besätta posten som statsminister. Partiet stödde återvalet av president Juho Kusti Paasikivi 1950, nominerade Ralf Törngen som presidentkandidat 1956 och en majoritet av partiet kom på 1960- och 1970-talen att ställa sig bakom den mångårige presidenten centerpartisten Urho Kekkonen. Stödet till Kekkonen ledde till osämja i partiet och efter det okonventionella presidentvalet 1973 bröt sig en falang ur och bildade Konstitutionella folkpartiet.
Partiet var i regeringsställning oavbrutet 1979–2015, med en eller två ministerposter, i samarbete med samtliga finska partier som bildat koalitionsregering sedan dess. Svenska folkpartiets minister har förutom sin ministerportfölj ofta också skött uppgiften som nordisk samarbetsminister. Försvarsminister Elisabeth Rehn blev partiets presidentkandidat i presidentvalet 1994 och kom till andra valomgången, det bästa resultatet för någon kandidat från partiet i ett presidentval någonsin; 2000 var hon kandidat igen men lyckades den gången inte lika bra.
Partiet medverkade i Sanna Marins regering 2019–2023, och innehade två ministerposter. Som minister fungerade partiordförande Anna-Maja Henriksson (justitieminister) och Thomas Blomqvist (minister för nordiskt samarbete och jämställdhet). 
Partiet medverkar också i statsminister Petteri Orpos regering fr.o.m. 20 juni 2023 och innehar tre ministerposter. Som minister fungerade inledningsvis Anna-Maja Henriksson (undervisningsminister) som ledde Undervisnings- och kulturministeriet, Anders Adlercreutz (Europa- och ägarstyrningsminister) samt Sandra Bergqvist (idrotts- och ungdomsminister). När Henriksson blev Europaparlamentariker 2024, tog Adlercreutz över som undervisningsminister och partiledare och Joakim Strand blev ny Europa- och ägarstyrningsminister.

## Politik
Partiet stöder starkt upprätthållande av svenskspråkiga institutioner, då erfarenheten visar att tvåspråkiga institutioner tenderar att förfinskas. Likaså arbetar partiet för att det andra inhemska språket fortsättningsvis skall vara obligatoriskt och att undervisningen skall vara tillräckligt omfattande. (Detta gäller inte finskans ställning på Åland, som har egen lagstiftningsbehörighet på området – partiet har inte verksamhet där.) 
SFP förespråkar en fri marknadsekonomi. Skattesänkningar uppmuntrar enligt partiets mening till arbete bland befolkningen. Partiet tog officiellt tagit ställning för Finlands eventuella Nato-medlemskap, och redan presidentkandidaten Henrik Lax talade sig varm för Nato-medlemskap i kampanjen inför presidentvalet 2006. Partiets presidentkandidat inför presidentvalet 2018 Nils Torvalds talade sig också varm för Nato-medlemskap. Utrikespolitiskt har partiet traditionellt stött ett nordiskt samarbete.
Den 24 oktober 2006 publicerades annonser i finskspråkiga tidningar med namnet Suomalainen kansanpuolue (dvs Finländska folkpartiet), vilket väckte viss uppståndelse, särskilt eftersom medlemmar av partistyrelsen var omedvetna om reklamkampanjen. Företrädare för reklamkampanjen menar att Svenska folkpartiet i första hand är ett folkparti, och i andra hand en drivande kraft i språkpolitiken.
Svenska folkpartiet anser sig själva arbeta för en stark svenskhet och en fungerande tvåspråkighet.

## Partiledare
- 1906–1917: Axel Lille
- 1917–1934: Eric von Rettig
- 1934–1945: Ernst von Born
- 1945–1955: Ralf Törngren
- 1955–1956: Ernst von Born
- 1956–1966: Lars Erik Taxell
- 1966–1973: Jan-Magnus Jansson
- 1973–1974: Kristian Gestrin
- 1974–1977: Carl Olof Tallgren
- 1977–1985: Pär Stenbäck
- 1985–1990: Christoffer Taxell
- 1990–1998: Ole Norrback
- 1998–2006: Jan-Erik Enestam
- 2006–2012: Stefan Wallin
- 2012–2016: Carl Haglund
- 2016–2024: Anna-Maja Henriksson
- 2024–: Anders Adlercreutz

## Betydande personer

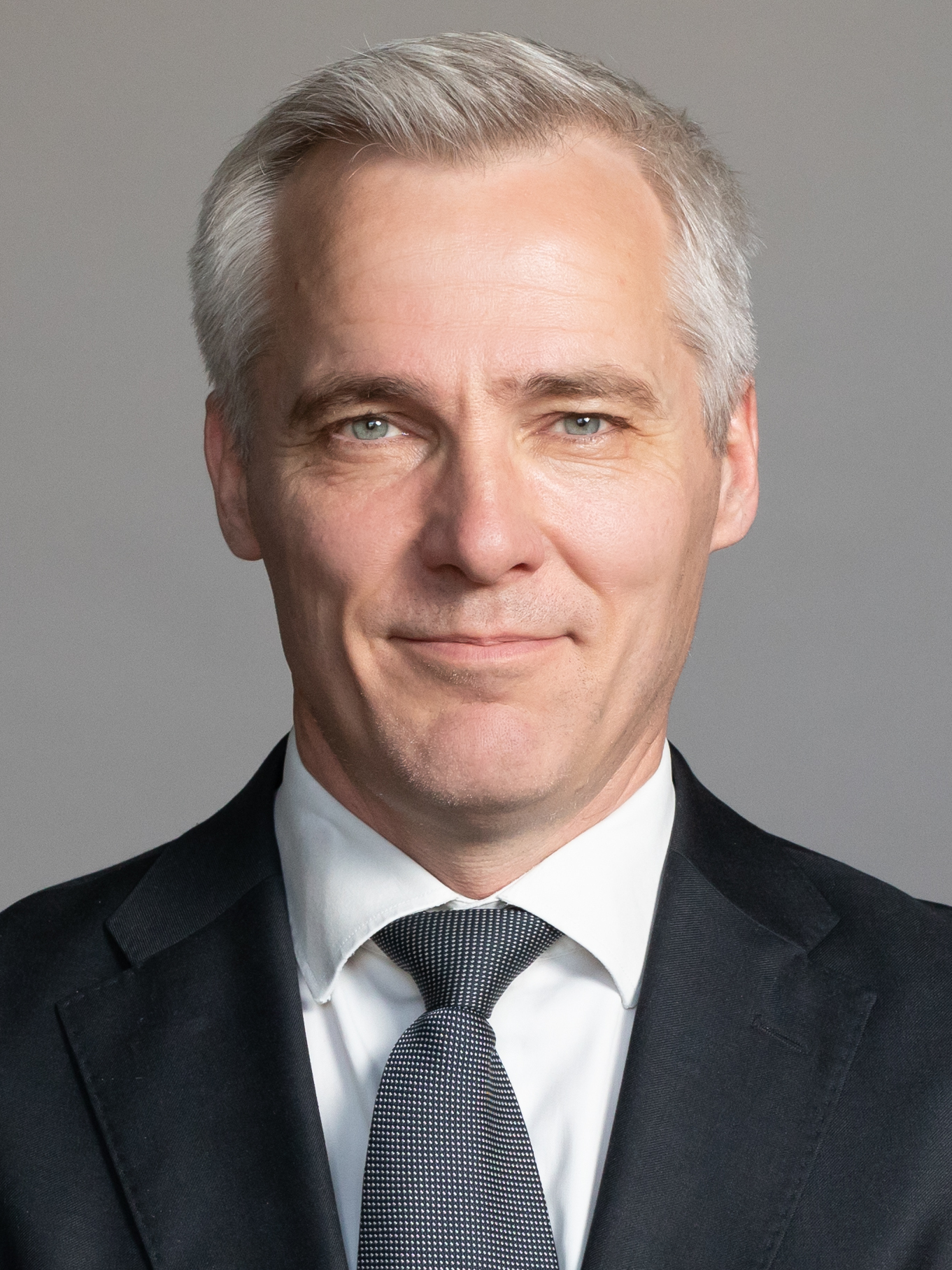
Nuvarande partiledare Anders Adlercreutz.

### Nuvarande politiker
- Anders Adlercreutz (partiledare, undervisningsminister)
- Anna-Maja Henriksson (Europaparlamentariker, f.d. justitieminister och f.d. partiledare)
- Eva Biaudet (riksdagsledamot, f.d. omsorgs- och jämställdhetsminister)
- Joakim Strand (Europa- och ägarstyrningsminister)
- Veronica Rehn-Kivi (riksdagsledamot)
- Sandra Bergqvist (Idrotts- och ungdomsminister, riksdagsledamot)
- Mikko Ollikainen (riksdagsledamot)
- Anders Norrback (riksdagsledamot)
- Nils Torvalds (f.d. europaparlamentariker)
- Mikaela Nylander (f.d. riksdagsledamot)
- Mats Nylund (f.d riksdagsledamot)

### Tidigare ministrar
- Gustav Björkstrand
- Thomas Blomqvist
- Leo Ehrnrooth
- Ragnar Granvik
- Carl Haglund
- Carl-Olaf Homén
- Sven Högström
- Henrik Lax
- Bertel Lindh
- Nils Meinander
- Torsten Nordström
- Axel Palmgren
- Hjalmar J. Procopé
- August Ramsay
- Henrik Ramsay
- Elisabeth Rehn
- Julius Stjernvall
- J.O. Söderhjelm
- Grels Teir
- Astrid Thors
- Ulla-Maj Wideroos
- Rolf Witting
- Stefan Wallin

## Understöd

### Riksdagsval

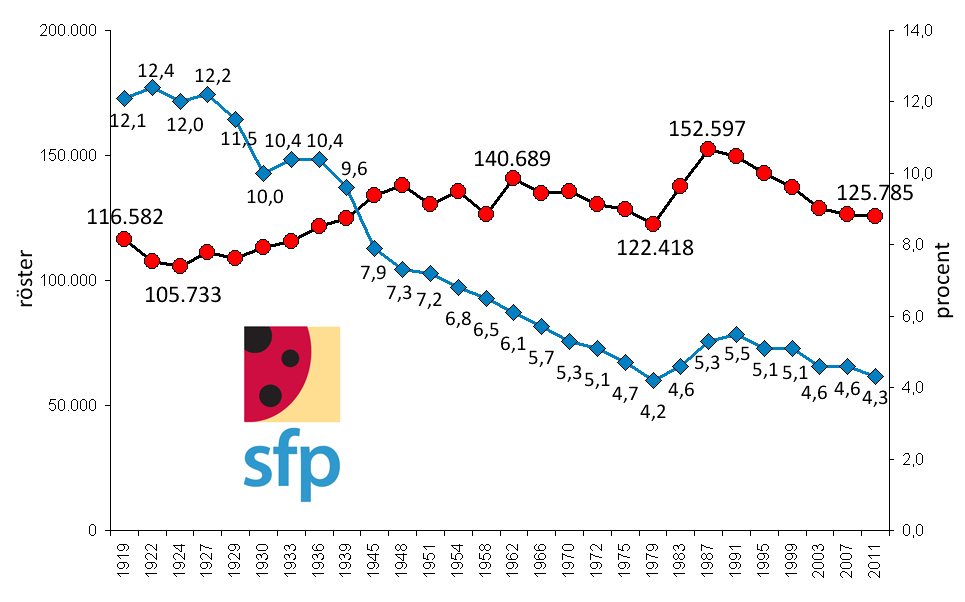
Stöd till Svenska folkpartiet sedan 1919: Röster (röd) och procent (blå)

| År   | %    |
| ---- | ---- |
| 1919 | 12,1 |
| 1922 | 12,4 |
| 1924 | 12,0 |
| 1927 | 12,2 |
| 1929 | 11,5 |
| 1930 | 10,0 |
| 1933 | 10,4 |
| 1936 | 10,4 |
| 1939 | 9,6  |
| 1945 | 7,9  |
| 1948 | 7,3  |
| 1951 | 7,2  |
| 1954 | 6,8  |
| 1958 | 6,5  |
| 1962 | 6,1  |
| 1966 | 5,7  |
| 1970 | 5,3  |
| 1972 | 5,1  |
| 1975 | 4,7  |
| 1979 | 4,2  |
| 1983 | 4,6  |
| 1987 | 5,3  |
| 1991 | 5,5  |
| 1995 | 5,1  |
| 1999 | 5,1  |
| 2003 | 4,6  |
| 2007 | 4,6  |
| 2011 | 4,3  |
| 2015 | 4,9  |
| 2019 | 4,5  |

### Kommunalval
- 1953 – 6,9 procent
- 2000 – 5,1 procent
- 2004 – 5,2 procent
- 2008 – 4,7 procent
- 2012 – 4,7 procent
- 2017 – 4,9 procent
- 2021 – 5,0 procent

### Europaparlamentsval
| År   | %    | Mandat |
| ---- | ---- | ------ |
| 1996 | 5,75 | 1 / 16 |
| 1999 | 6,77 | 1 / 16 |
| 2004 | 5,70 | 1 / 14 |
| 2009 | 6,09 | 1 / 13 |
| 2014 | 6,76 | 1 / 13 |
| 2019 | 6,34 | 1 / 14 |
| 2024 | 6,2  | 1 / 15 |

### Presidentval
| År   | Kandidat                            | Omgång 1                            | Omgång 1                            | Omgång 1                            | Omgång 2                            | Omgång 2                            | Omgång 2                            | Vald                                |
| År   | Kandidat                            | Röster                              | %                                   | #                                   | Röster                              | %                                   | #                                   | Vald                                |
| ---- | ----------------------------------- | ----------------------------------- | ----------------------------------- | ----------------------------------- | ----------------------------------- | ----------------------------------- | ----------------------------------- | ----------------------------------- |
| 1994 | Elisabeth Rehn                      | 702 211                             | 22,0                                | 2:a                                 | 1 476 294                           | 46,1                                | 2:a                                 | Nej                                 |
| 2000 | Elisabeth Rehn                      | 241 877                             | 7,9                                 | 4:e                                 |                                     |                                     |                                     | Nej                                 |
| 2006 | Henrik Lax                          | 48 703                              | 1,6                                 | 7:e                                 | Nej                                 |                                     |                                     |                                     |
| 2012 | Eva Biaudet                         | 82 598                              | 2,7                                 | 7:e                                 | Nej                                 |                                     |                                     |                                     |
| 2018 | Nils Torvalds                       | 44 776                              | 1,5                                 | 8:e                                 | Nej                                 |                                     |                                     |                                     |
| 2024 | Ställde inte upp med någon kandidat | Ställde inte upp med någon kandidat | Ställde inte upp med någon kandidat | Ställde inte upp med någon kandidat | Ställde inte upp med någon kandidat | Ställde inte upp med någon kandidat | Ställde inte upp med någon kandidat | Ställde inte upp med någon kandidat |